# Дефляція (геологія)

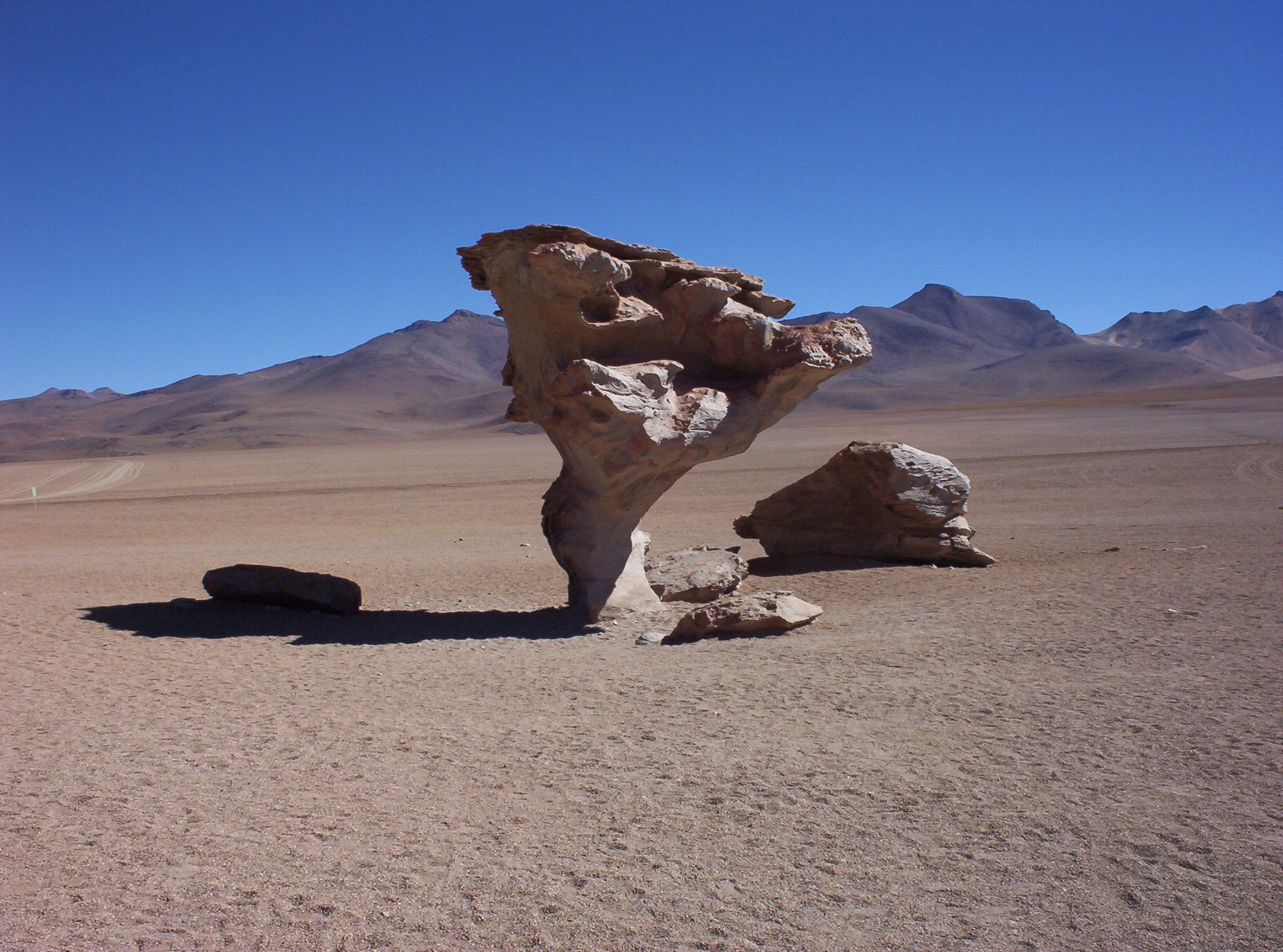
Кам'яні останці, утворені вітровою ерозією. Солончак Уюні, Болівія

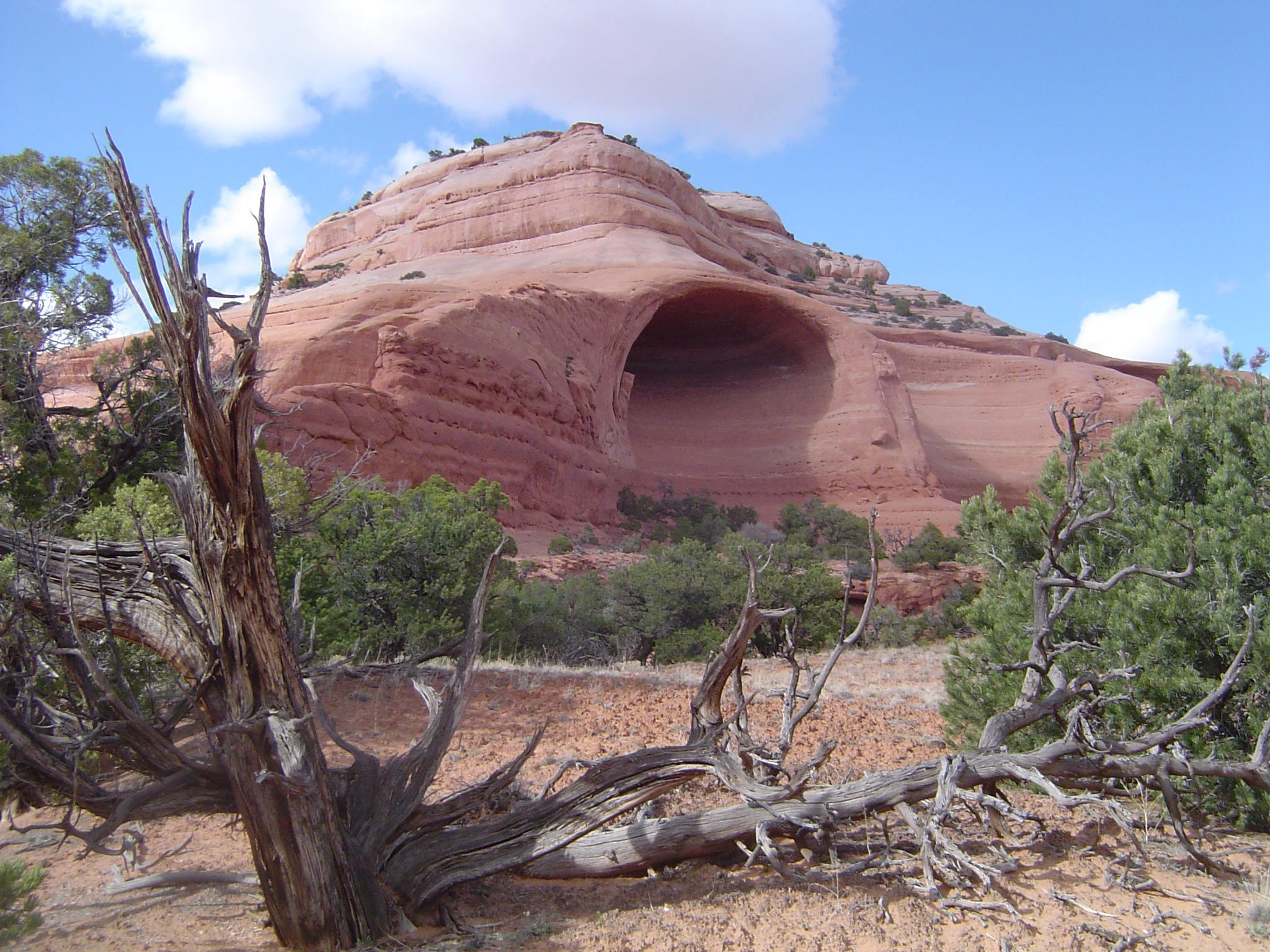
Скельний альков Моав, утворений вітровою ерозією. Юта, США

Дефля́ція, видування (англ. deflation, wind erosion, нім. Deflation f, äolische Erosion f, Abblasung f) — в геології явище руйнування вітром гірських порід та розвіювання продуктів їх вивітрювання.
Вітрова ерозія виникає за умови потужних вітрів, які видувають ґрунт. Глибина видування ґрунту значною мірою, залежить від його гранулометричного складу і вмісту в ньому гумусу:
- на ґрунтах супіщаного гранулометричного складу вітрова ерозія починає проявлятися за швидкості вітру 3-4 м/с,
- на легкосуглинкових — 4-6 м/с,
- на важкосуглинкових — 5-7 м/с,
- на глинистих — 7-8 м/с.

Пісок (0,05-0,10 мм) переміщується за швидкості вітру 3−3,5 м/с на висоті 15 см. Частки ґрунту розмірами 0,25 мм переносяться вітром у повітрі. Якщо збільшується сила вітру — зростає інтенсивність вітрової ерозії.
Розрізняють зони дефляції, звідки видувається ґрунт, і місця накопичення, де він нагромаджується. У зоні скупчення, на суглинкових ґрунтах утворюються наносні ґрунти, а під час розвіювання пісків — похований під ними ґрунт.
Розрізняють два різновиди вітрової ерозії:
- Повсякденну дефляцію спричинюють вітри навіть малих швидкостей (5 м/с), відбувається вона повільно і непомітно, переважно на піщаних, супіщаних і карбонатних ґрунтах. За цього виду дефляції можуть спостерігатись оголення насіння, загорнутого у ґрунт, а також пошкодження молодих сходів рослин. Найдужче повсякденна дефляція проявляється на вітроударних схилах, які не захищені лісосмугами.
- Пилові бурі (чорні бурі на Україні) найактивніший і найшкідливіший вид дефляції. Такі бурі виникають під впливом сильного вітру (зі швидкістю понад 12-15 м/с) і можуть поширюватись на великі території, здатні знищити посіви на сотнях тисяч гектарів, знести багато родючого ґрунту. Пил, що здіймається під час бур на значну висоту, може перенестися на великі відстані. Чорні бурі надзвичайно знижують родючість ґрунту не тільки в тих місцях, де вони виникають, а й завдають шкоди сільському господарству в тих місцевостях, де відкладаються пилові нагромадження.

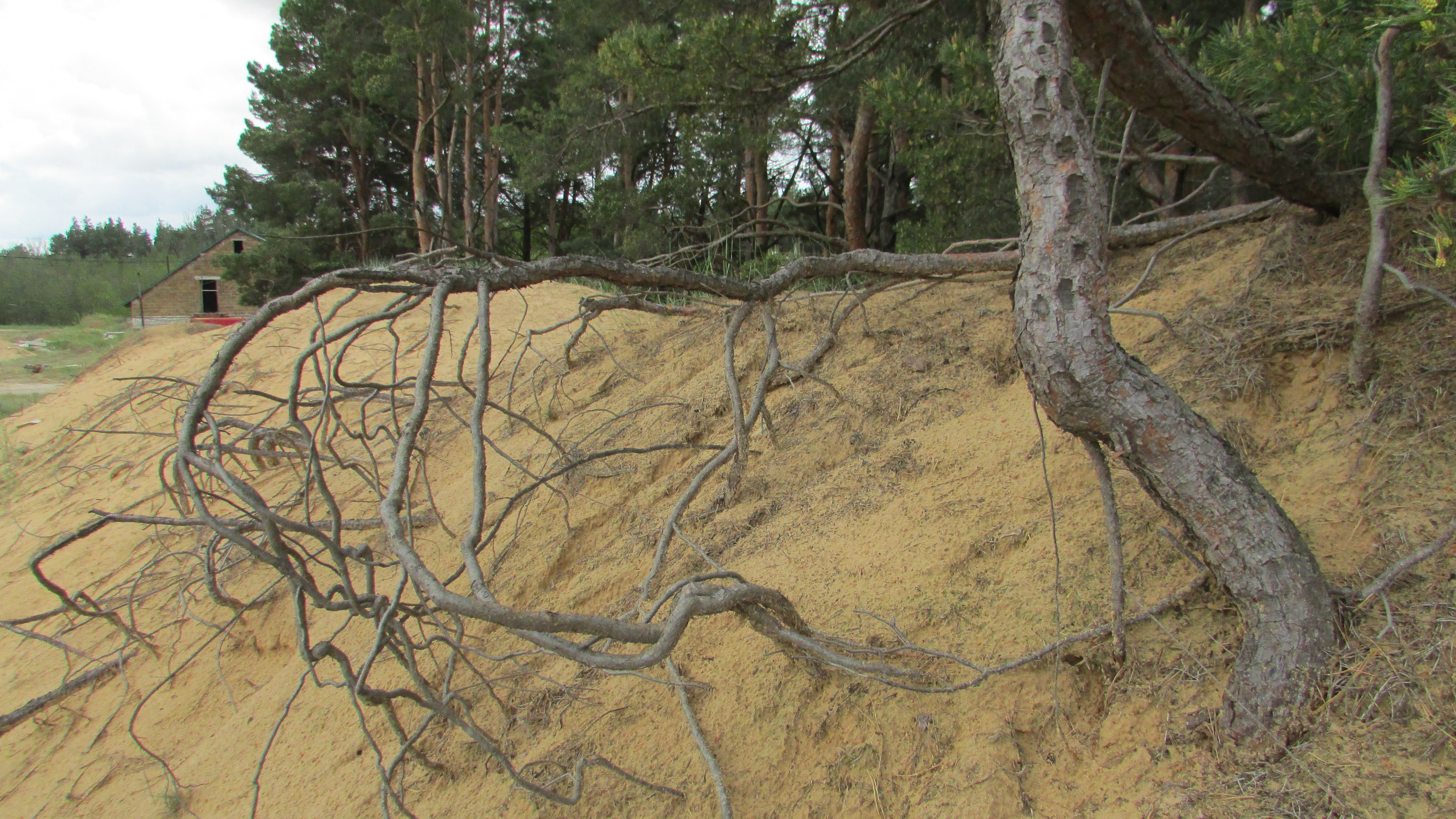
Наслідком дефляції може бути ерозія ґрунту навколо коренів дерев. Ви бачите такий випадок на фото, зробленому поблизу херсонського села Раденськ, на території Національного природного парку «Олешківські піски»

Вітрова ерозія поширена там, де немає перешкод значним вітрам, і де відсутній природний рослинний покрив, що захищає поверхневі шари ґрунту, розораного на великих площах. Локальна вітрова ерозія спостерігається і на безструктурних піщаних ґрунтах. Особливо сприятливі до цього піски біля озер та на узбережжях морів, де часто дмуть сильні вітри.
Причиною вітрової ерозії, крім несприятливих кліматичних умов, є руйнування зернистої структури ґрунту внаслідок неправильного обробітку та відсутності надійного його захисту. Надмірне випасання худоби в посушливих степах, яке призводить до знищення дернини, теж може спричинити вітрову ерозію.

## Дефляція в Україні
В Україні найнебезпечніші щодо виникнення вітрової ерозії степові та деякі лісостепові райони. Причини цих ерозійних процесів не лише в несприятливих породних умовах, а й у знищенні в минулому ґрунто-закріплюючої рослинності, руйнуванні структури ґрунтів, зменшенні загальної лісистості.